# Battaglia di Halmyros
La battaglia di Halmyros, denominata nella storiografia di epoca meno recente come battaglia di Cefiso o battaglia di Orcomeno, fu combattuta il 15 marzo 1311 tra le forze del ducato franco di Atene e i suoi vassalli sotto Gualtieri V di Brienne contro i mercenari della Compagnia Catalana. Lo scontro si concluse con una vittoria decisiva per i mercenari.
Impegnati in un conflitto con la potenza che li pagava, l'Impero bizantino, la Compagnia Catalana aveva attraversato i Balcani meridionali ed era arrivata nella Grecia meridionale nel 1309. Il nuovo duca di Atene, Gualtieri V di Brienne, li ingaggiò per attaccare il sovrano greco della vicina Tessaglia. Sebbene i catalani conquistarono gran parte della regione per suo conto, Gualtieri si rifiutò di pagarli e si preparò a espellerli con la forza dalle loro terre conquistate. I due eserciti si incontrarono a Almyros, nella Tessaglia meridionale, o al Cefiso di Boezia, nei pressi di Orcomeno, come affermava la storiografia precedente. I catalani erano notevolmente in inferiorità numerica e indeboliti dalla riluttanza dei loro ausiliari turchi a combattere. Tuttavia, la Compagnia ebbe il vantaggio di scegliere il campo di battaglia, posizionandosi a ridosso di un terreno paludoso. Lo schieramento ateniese comprendeva molti dei più importanti nobili della Grecia franca e Gualtieri, un condottiero orgoglioso e sicuro della prodezza della sua cavalleria pesante, comandò una carica contro la linea catalana. La palude impedì l'attacco franco e la fanteria catalana rimase salda nelle sue posizioni. I turchi si ricongiunsero alla Compagnia e l'esercito franco fu sbaragliato; Gualtieri e quasi tutta la cavalleria del suo regno caddero sul campo. Come risultato della battaglia, i catalani riuscirono ad assumere il controllo del ducato di Atene, rimasto a quel punto senza più un duca; furono di fatto loro a governare quella parte della Grecia fino agli anni '80 del XIV secolo.

## Fonti
Diverse fonti riportano con varie sfumature di dettaglio gli eventi prima e durante la battaglia. L'elenco comprende il capitolo 240 della cronaca di Ramon Muntaner, le varie versioni della Cronaca della Morea (sezioni 540 e 548 della versione francese, versi 7263-7300 e 8010 della versione greca, e sezioni 546-555 della versione aragonese), il Libro VII sezione 7 della storia dello scrittore bizantino Niceforo Gregora e brevi cenni nel Libro VIII della Nova Cronica del banchiere e diplomatico fiorentino Giovanni Villani, nell'Istoria di Romania dello statista veneziano Marino Sanudo il Vecchio e in una lettera di quest'ultimo rimasta inedita fino al 1940.

## Contesto storico
Dopo il sacco di Costantinopoli nel 1204, gran parte della Grecia passò sotto il dominio dei principati crociati franchi, di cui i principali erano il regno di Tessalonica, il principato di Acaia e il ducato di Atene, con capitale a Tebe. Tessalonica ebbe vita breve e cadde sotto l'assalto greco, ma gli altri principati franchi continuarono ad esistere e persino a prosperare per la maggior parte del XIII secolo. Nei suoi scritti, il medievalista William Miller riferisce a proposito del ducato di Atene che «sotto il dominio dei duchi della casa dei de la Roche, il commercio prosperò, l'artigianato fiorì e gli splendori della corte tebana impressionarono gli stranieri, richiamando alle mente i fasti e gli sfarzi di Stati molto più grandi». Il 5 ottobre 1308, l'ultimo duca di Atene de la Roche, Guido II, morì senza avere figli. La sua successione fu contestata, ma a metà del 1309 l'Alta Corte (consiglio feudale) dell'Acaia individuò in suo cugino, il nobile borgognone Gualtieri V di Brienne, il successore più valido.
A quel tempo il mondo greco era in subbuglio a causa delle azioni della Compagnia Catalana, un gruppo di mercenari, reduci dalla guerra dei Vespri Siciliani, originariamente assoldati dall'Impero Bizantino contro i Turchi in Asia Minore. I sospetti e i litigi reciproci portarono presto a una guerra con i Bizantini; scacciati dalla loro base a Gallipoli nel 1307, i catalani combatterono e saccheggiarono verso ovest attraverso la Tracia e la Macedonia, finché, incalzati dalle truppe bizantine sotto Chandrenos, entrarono in Tessaglia all'inizio del 1309. L'ultimo condottiero della Compagnia, Bernardo di Roccaforte, aveva pianificato la restaurazione del regno di Tessalonica con se stesso come duca, avviando persino delle trattative per un'alleanza matrimoniale con Guido II. Tuttavia, non si giunse ad alcuna intesa definitiva, poiché il governo sempre più dispotico di Roccaforte portò alla sua deposizione. Successivamente, la Compagnia fu governata da un comitato di quattro persone, assistito da un consiglio di dodici membri. L'arrivo degli 8 000 uomini della Compagnia in Tessaglia causò preoccupazione al sovrano greco della regione, Giovanni II Ducas. Avendo appena sfruttato la morte di Guido II per ripudiare la signoria dei duchi di Atene, Giovanni si rivolse a Bisanzio e all'altro principato greco, il despotato d'Epiro, per chiedere aiuto. Sconfitti dagli ellenici, i catalani accettarono di passare pacificamente attraverso la Tessaglia verso i principati franchi della Grecia meridionale.
Gualtieri V di Brienne aveva combattuto i catalani in Italia durante la guerra dei Vespri, parlava la loro lingua e si era guadagnato il loro rispetto. Sfruttando questa familiarità, ingaggiò la Compagnia per sei mesi contro i greci, all'alto prezzo di quattro once d'oro per ogni cavaliere pesante, due per ogni cavaliere leggero e una per ogni fante, da pagare ogni mese, con due mesi di pagamento anticipato. Tornando indietro, i catalani conquistarono la città di Domokos e una trentina di altre fortezze, e saccheggiarono la ricca pianura della Tessaglia, costringendo gli Stati greci a scendere a patti con Gualtieri. Questo portò a Gualtieri riconoscimenti e ricompense finanziarie da parte di papa Clemente V, ma il duca rifiutò di onorare il suo accordo con i catalani e di fornire i restanti quattro mesi di paga. Gualtieri radunò i migliori 200 cavalieri e 300 fanti almogaveri dalla Compagnia, pagò loro gli arretrati e concesse inoltre delle terre in modo che rimanessero al suo servizio, mentre ordinò agli altri di consegnare le loro conquiste e di andarsene. I catalani si offrirono di riconoscerlo come proprio signore se fosse stato permesso loro di tenere parte delle terre che avevano preso per stabilirsi, ma Gualtieri rifiutò la loro proposta e si preparò ad espellerli con la forza. Il duca di Atene radunò dunque un grande esercito, comprendente i suoi feudatari: tra i più importanti c'erano Alberto Pallavicini, margravio di Bodonitsa, Tommaso III d'Autremencourt, signore di Salona e maresciallo dell'Acaia, e il baroni di Eubea, Bonifacio di Verona, Giorgio I Ghisi e Giovanni di Maisy, oltre ai rinforzi inviati dagli altri principati della Grecia franca.

## Ubicazione dello scontro
Il luogo esatto dove si svolse la battaglia non è noto con certezza, ma si restringe essenzialmente a due località. Muntaner riferisce che si verificò «in una bella pianura vicino a Tebe, dove c'erano delle paludi», che è stata identificata con la pianura del Cefiso beotico e le paludi del lago Copaide (ad oggi bonificato). Anche Gregora si unisce a tale opinione e menziona che la battaglia ebbe luogo vicino al Cefisso beotico. D'altra parte, le versioni della Cronaca della Morea collocano la battaglia ad «Halmyros», forse l'omonima città nel sud della Tessaglia, dove c'era un'altra città conosciuta come Tebe. La prima localizzazione era stata a lungo preferita dagli studiosi; nella sua disamina sulla storia della Grecia franca, William Miller rifiutò di considerare Halmyros come località credibile sulla base della topografia descritta da Muntaner, un giudizio questo che continua a riscuotere fortuna in opere più recenti. Tra le altre ipotesi avanzate da studiosi moderni si segnalano quella delle vicinanze di Orcomeno e di Copais, i dintorni dei villaggi di Cheronea e Davleia, che si trovano più a nord, o anche Amfikleia e Lilaia.

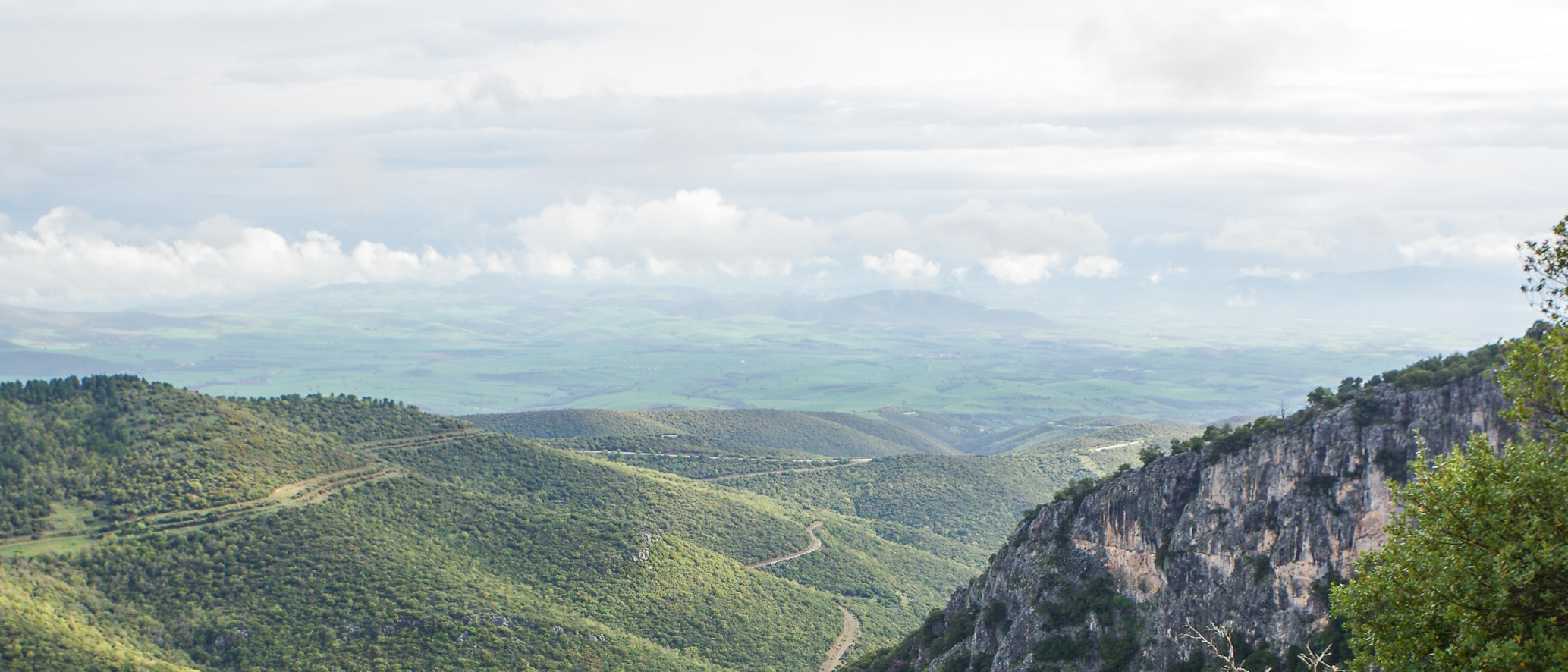
La pianura di Halmyros vista dai monti Otri

L'esame critico delle fonti primarie da parte di studiosi più recenti ha ribaltato la situazione. Muntaner era egli stesso membro della Compagnia fino al 1307, ma era distaccato come governatore di Gerba quando avvenne la battaglia e stilò la sua cronaca solo nel 1325-1328, compiendo alcuni gravi errori nel suo racconto. Gregora, pur essendo vissuto in contemporanea con la battaglia, scrisse la sua storia ancora più tardi, nel 1349-1351, basandosi perlopiù su resoconti di seconda mano; il suo riassunto delle attività della Compagnia durante gli anni precedenti alla battaglia risulta sommario e impreciso, presentando molte somiglianze con quello di Muntaner, ragion per cui forse Gregora attinse da una fonte occidentale. D'altra parte, la versione originale francese della Cronaca della Morea, da cui attingono tutte le altre versioni, fu scritta tra il 1292 e il 1320, e la versione francese abbreviata che sopravvive oggi fu compilata poco dopo da un autore ben informato in Morea. Le versioni greca e aragonese, compilate più tardi nel secolo, contengono essenzialmente le stesse informazioni della versione francese. Una prova fondamentale è stata la scoperta e la pubblicazione nel 1940 di una lettera del 1327 di Marino Sanudo, che era un capitano di galea che operava nel Golfo settentrionale di Eubea il giorno della battaglia. Sanudo afferma chiaramente che la battaglia ebbe luogo ad Halmyros (« [...] fuit bellum ducis Athenarum et comitis Brennensis cum compagna forecasta ad Almiro»), e la sua testimonianza è generalmente considerata affidabile. Di conseguenza, gli studi storici più recenti accettano comunemente Halmyros come luogo della battaglia.

## La battaglia

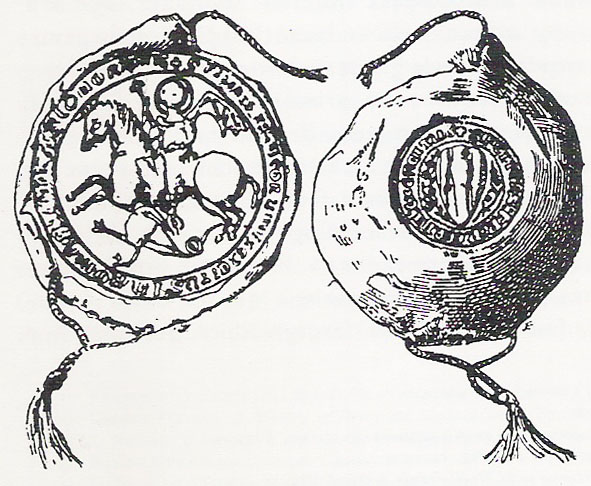
Sigillo della Grande Compagnia Catalana del 1305 circa

Secondo la Cronaca della Morea, l'esercito catalano comprendeva 2 000 cavalieri e 4 000 fanti, mentre Gregora riferisce di 3 500 cavalieri e 4 000 fanti per i catalani. La cavalleria catalana era perlopiù di origine turca (Sanudo riferisce che ne contava 1 800), sia tra le file dei turcopoli sia degli arcieri a cavallo; una volta assegnati ai propri comandanti, i turchi furono divisi in due contingenti, uno di turchi anatolici sotto Halil, che si era unito alla Compagnia nel 1305, e un altro sotto Malik, che aveva disertato dal servizio bizantino poco dopo la battaglia di Arpos. I membri di quest'ultimo avevano accettato la conversione al cristianesimo e si erano fatti battezzare. Le fonti differiscono notevolmente sulla dimensione dell'esercito di Gualtieri: Gregora riporta 6 400 cavalieri e 8 000 fanti, mentre la Cronaca della Morea parla di «più di» 2 000 cavalieri e 4 000 fanti; dal canto suo, Muntaner afferma che comprendeva 700 cavalieri e 24 000 fanti, questi ultimi quasi tutti greci. Gli studiosi moderni considerano questi numeri esagerati, ma ritengono che l'esercito ateniese vantasse una superiorità numerica sui catalani.

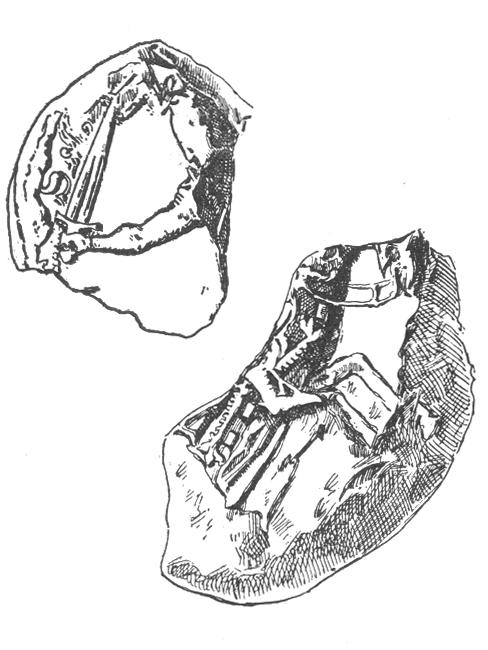
Frammenti del sigillo di Gualtieri V di Brienne allegato al suo ultimo testamento

Di fronte ad un nemico che vantava maggiori unità ma che era meno esperto, la Compagnia assunse una posizione difensiva, premurandosi di scegliere un campo di battaglia che potesse avvantaggiarli. I catalani guardarono con cura all'ambiente naturale, ragion per cui si posizionarono a ridosso di una palude per poter essere meglio preparati ad attacchi a sorpresa e, secondo Gregora, per scavare trincee che potessero essere inondate di acqua deviata dal vicino fiume. I catalani presero posizione sul terreno asciutto dietro la palude disponendosi su una linea continua, ma le fonti non forniscono ulteriori dettagli sullo schieramento. L'esercito ateniese si riunì invece a Zetouni (l'odierna Lamia) e, il 10 marzo 1311, Gualtieri V di Brienne stilò il suo testamento e condusse il suo esercito. La presenza dell'esercito franco a Zetouni in quel momento è un'ulteriore testimonianza a favore della localizzazione della battaglia ad Halmyros, poiché Zetouni si trova a nord di Cefiso ma a sud-ovest di Halmyros. Se i resoconti di Muntaner e Gregora fossero effettivamente corretti, i catalani avrebbero dovuto trovarsi alle spalle l'esercito del duca; Gregora scrive inoltre che i catalani passarono attraverso le Termopili per arrivare in Beozia, cosa estremamente improbabile data la presenza di numerosi guarnigioni franche a Zetouni e Bodonitsa.
Alla vigilia della battaglia, i 500 catalani al servizio del duca, attanagliati da rimorsi di coscienza, andarono da lui e chiesero il permesso di ricongiungersi ai loro vecchi compagni d'armi, dicendo che avrebbero preferito morire piuttosto che combattere contro di loro. Secondo quanto riferito, Gualtieri concesse loro il permesso di andarsene, rispondendo che se avessero voluto erano i benvenuti a morire con gli altri. Gli ausiliari turchi presero posizione nelle vicinanze, pensando che la lite fosse un pretesto organizzato dalla Compagnia e dal duca di Atene per sterminarli.
Gualtieri era famoso per il suo coraggio, al limite dell'imprudenza, ed era sicuro del successo, come dimostra la sua altezzosa risposta ai 500 mercenari. L'orgoglio e l'arroganza di Gualtieri, combinati con il suo vantaggio numerico e la sua innata convinzione nella superiorità della cavalleria nobile pesante sulla fanteria, lo portarono a sottovalutare fatalmente i catalani e ad ordinare una carica, anche se il terreno era avverso alla cavalleria. Impaziente di agire, secondo Muntaner, Gualtieri formò una linea di cavalleria di 200 cavalieri franchi «con speroni d'oro», seguita dalla fanteria, e si mise con il suo stendardo nell'avanguardia. L'attacco franco fallì, ma la ragione non è chiara; la descrizione di Muntaner risulta breve e non fornisce dettagli, mentre Gregora riferisce che la pesante cavalleria franca rimase bloccata nel fango, con gli almogaveri leggeri che, armati solo di spade e dardi, si sbarazzarono dei cavalieri bloccati nel fango per via delle loro pesanti armature. Questa è la versione comunemente accettata anche dagli studiosi. La Cronaca della Morea sostiene che la battaglia fu combattuta duramente, il che, come osserva lo storico militare Kelly DeVries, sembra contraddire Gregora, e che la palude probabilmente ridusse semplicemente l'impatto della carica, anziché impantanarla completamente. È chiaro comunque che i catalani vinsero la carica e che il duca e la maggioranza dei suoi uomini morirono. Mentre le due linee si scontravano, gli ausiliari turchi capirono che non era in atto un tradimento e scesero dal loro accampamento sull'esercito ateniese, andando nel panico e sbaragliando quanti ancora tentavano di resistere.
Gregora riferisce che nella schermaglia caddero 6 400 cavalieri e 8 000 fanti, lo stesso numero che dà per le forze di Gualtieri. Secondo Muntaner, 20 000 fanti furono uccisi e solo due dei settecento cavalieri sopravvissero alla battaglia, Ruggero Deslaur e Bonifacio di Verona. Come il numero delle truppe coinvolte nella battaglia, queste perdite non sono verificabili e probabilmente esagerate, benché rendano un'idea della portata della sconfitta ateniese. Sia David Jacoby che Kenneth Setton hanno notato che le somiglianze tra il resoconto della battaglia di Muntaner e Gregora e le descrizioni della precedente battaglia degli speroni d'oro nel 1302, dove la fanteria fiamminga sconfisse i cavalieri francesi, fino al numero di 700 cavalieri uccisi «tutti con speroni d'oro», come sostenuto da Muntaner. Jacoby in particolare considera la creazione di una palude artificiale per fermare la carica della cavalleria come un elemento forse inventato in entrambi i casi, allo scopo di spiegare la sorprendente sconfitta dei cavalieri francesi attraverso l'uso di una «perfida» trappola. Si sa che alcuni membri anziani della nobiltà sopravvissero con certezza: a titolo di esempio si pensi a Niccolò Sanudo, in seguito duca di Nasso, il quale riuscì a fuggire, e pochi altri come Antonio Fiammengo, fatto probabilmente prigioniero e poi riscattato. La testa di Gualtieri fu mozzata dai catalani e molti anni dopo venne portata a Lecce, in Italia, dove suo figlio Gualtieri VI lo seppellì nella chiesa di Santa Croce.

## Conseguenze

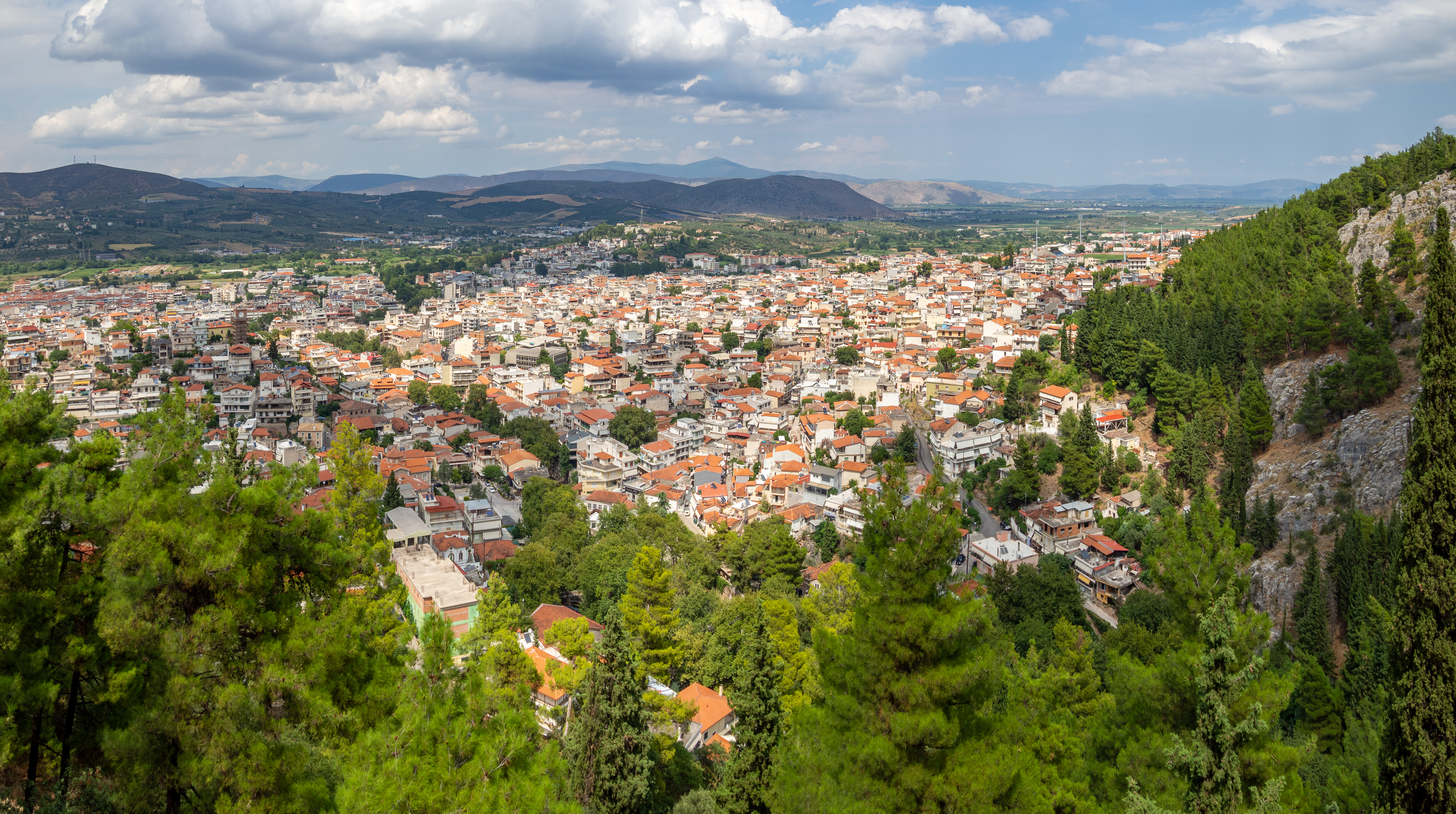
Livadeia, la città che si arrese alla Compagnia Catalana e che, per questo, poté vantare i diritti riservati ai cittadini franchi

La battaglia ebbe un impatto decisivo per le sorti della Grecia franca; quasi tutta l'élite franca di Atene e dei suoi stati vassalli giaceva morta sul campo, circostanza che consentì ai catalani di avanzare nelle terre del ducato incontrando poca resistenza. Gli abitanti greci di Livadeia, città fortificata in maniera robusta, si arresero immediatamente, e per questo furono ricompensati con i diritti dei cittadini franchi. Tebe, capitale del ducato, andò abbandonata da molti dei suoi abitanti, i quali fuggirono nella roccaforte veneziana di Negroponte, e l'insediamento finì saccheggiato dalle truppe catalane. In ultimo, Atene fu ceduta ai vincitori dalla vedova di Gualtieri, Giovanna di Châtillon. Tutta l'Attica e la Beozia passarono pacificamente nelle mani dei catalani, e solo la signoria di Argo e Nauplia nel Peloponneso rimase nelle mani dei lealisti della stirpe dei Brienne. I catalani si spartirono il territorio del ducato e alcuni di essi sposarono le vedove e le madri degli stessi uomini che avevano ucciso ad Halmyros. Gli alleati turchi dei catalani, tuttavia, rifiutarono l'offerta di stabilirsi nel ducato. I turchi di Halil presero la loro parte del bottino e si diressero verso l'Asia Minore, finendo attaccati e quasi annientati da una forza congiunta bizantina e genovese mentre cercavano di attraversare i Dardanelli pochi mesi dopo. I turchi di Malik entrarono al servizio del re serbo Stefano Uroš II Milutin, ma furono massacrati dopo essersi ribellati a lui.
Priva di un capo, la Compagnia catalana si rivolse ai suoi due illustri prigionieri, ovvero Bonifacio da Verona, che conoscevano e rispettavano, il quale però rifiutò. Per questa ragione, essi virarono su Ruggero Deslaur. Quest'ultimo si rivelò presto impopolare e poco avvezzo al governo, con l'ostilità di Venezia e degli altri Stati franchi che costrinse i catalani a cercare una figura più potente. La scelta ricadde sul re aragonese di Sicilia, Federico III, che nominò a sua volta suo figlio Manfredi duca d'Atene. Nella pratica, tuttavia, il ducato fu governato da una successione di vicari generali nominati dalla corona aragonese, spesso membri cadetti della famiglia reale aragonese. Il vicario generale di maggior successo, Alfonso Federico, espanse il ducato in Tessaglia, istituendo il ducato di Neopatria nel 1319. I catalani consolidarono il loro dominio e sopravvissero a un tentativo di Gualtieri VI di recuperare il ducato nel 1331-1332. Negli anni '60 del XIV secolo, i ducati gemelli affrontarono dei conflitti interni, inclusa una quasi guerra con Venezia, e divenne sempre più sensibile la minaccia dei turchi ottomani, ma un altro tentativo briennista di lanciare una campagna contro di loro nel 1370-1371 non ebbe successo. Fu solo nel 1379-1380 che il dominio catalano affrontò la sua prima grave battuta d'arresto, quando la Compagnia navarrese sottomise Tebe e gran parte della Beozia. Nel 1386-1388, l'ambizioso signore di Corinto, Nerio I Acciaiuoli, catturò Atene e rivendicò il ducato dalla Corona d'Aragona. Con la sua cattura di Neopatria nel 1390, l'era del dominio catalano in Grecia ebbe fine.
Nella storia militare, la battaglia fece parte di un importante cambiamento nella guerra europea, che iniziò con la battaglia degli speroni d'oro nel 1302. Infatti, la capacità della fanteria di sfidare e surclassare con successo il tradizionale predominio della cavalleria pesante avviò una nuova stagione nel mondo della tattica militare basso-medievale.

### Fonti primarie
- Lady Goodenough (a cura di), The Chronicle of Ramon Muntaner (PDF), Londra, Hakluyt Society, 1920-1921.
- Migne (a cura di), Nicephori Gregorae, Byzantinae Historiae Libri XXXVII, collana Patrologia Graeca, vol. 148, Parigi, Garnier, 1865.
- Morel-Fatio (a cura di), Libro de los fechos et conquistas del principado de la Morea compilado por comandamiento de Don Fray Johan Ferrandez de Heredia, maestro del Hospital de S. Johan de Jerusalem - Chronique de Morée aux XIIIe et XIVe siècles, publiée & traduite pour la première fois pour la Société de l'Orient Latin par Alfred Morel-Fatio, Ginevra, Jules-Guillaume Fick, 1885.

### Fonti secondarie
- (FR) Antoine Bon, La Morée franque. Recherches historiques, topographiques et archéologiques sur la principauté d'Achaïe, Parigi, De Boccard, 1969, OCLC 869621129.
- (EN) Kelly DeVries, Infantry Warfare in the Early Fourteenth Century, Woodbridge, Boydell Press, 1996, ISBN 978-0-85115-567-8.
- (EN) John Van Antwerp Jr. Fine, The Late Medieval Balkans: A Critical Survey from the Late Twelfth Century to the Ottoman Conquest, The University of Michigan Press, 1994, ISBN 0-472-08260-4.
- (FR) David Jacoby, Catalans, Turcs et Vénitiens en Romanie (1305–1332): un nouveau témoignage de Marino Sanudo Torsello, in Studi medievali, III serie, XV, Spoleto, 1974,  pp. 217-261, ISSN 0391-8467 (WC · ACNP).
- (EN) Hunt Janin e Ursula Carlson, Mercenaries in Medieval and Renaissance Europe, McFarland, 2014, ISBN 978-14-76-61207-2.
- (EL) Theofanis Kalaitzakis, Καταλανική Εταιρεία και μάχη του Αλμυρού (1311), in Encyclopedia of the Hellenic World, Beozia, Foundation of the Hellenic World, 2 aprile 2011. URL consultato il 13 settembre 2022.
- (EN) Peter Lock, The Routledge Companion to the Crusades, Londra e New York, Routledge, 2006, ISBN 978-1-135-13137-1.
- (EN) Peter Lock, The Franks in the Aegean, 1204-1500, New York e Londra, Routledge, 2013, ISBN 978-0-582-05139-3.
- (FR) Raymond-Joseph Loenertz, Les Ghisi, dynastes vénitiens dans l'Archipel (1207-1390), Firenze, Olschki, 1975.
- (EN) Jean Longnon, The Frankish States in Greece, 1204–1311, in Kenneth M. Setton, Robert Lee Wolff e Harry W. Hazard, A History of the Crusades, vol. II: The Later Crusades, 1189-1311, 2ª ed., Madison e Londra, University of Wisconsin Press,  pp. 234-275, ISBN 0-299-04844-6.
- (EN) William Miller, The Latins in the Levant: A History of Frankish Greece (1204–1566), Londra, John Murray, 1908, OCLC 563022439.
- (EN) Donald M. Nicol, The Last Centuries of Byzantium, 1261-1453, 2ª ed., Cambridge, Cambridge University Press, 1993, ISBN 978-0-521-43991-6.
- (EN) Kenneth M. Setton, The Catalans in Greece, 1311-1388, in Kenneth M. Setton e Harry W. Hazard, A History of the Crusades, III: The Fourteenth and Fifteenth Centuries, Madison e Londra, University of Wisconsin Press, 1975,  pp. 167-224, ISBN 0-299-06670-3.
- (EN) Kenneth M. Setton, The Papacy and the Levant (1204-1571), I: The Thirteenth and Fourteenth Centuries, Filadelfia, The American Philosophical Society, ISBN 0-87169-114-0.
- (EN) Peter Topping, The Morea, 1311-1364, in Kenneth M. Setton e Harry W. Hazard, A History of the Crusades, III: The Fourteenth and Fifteenth Centuries, Madison e Londra, University of Wisconsin Press, 1975,  pp. 104-140, ISBN 0-299-06670-3.